# Lista de presidentes da Câmara Municipal de Setúbal
Lista com os nomes daqueles que foram presidentes da Câmara Municipal de Setúbal.
- Jacomo Maria Ferro (1848-1849[1])
- António Rodrigues Manito (1866-1868 e 1870-1880[1][2])
- António José Baptista (1892-1899[2] e 1906-1910[3])
- Mariano de Carvalho (1901-1906[4])
- Carlos Botelho Moniz (1926[5]-1929)
- António Joaquim de Melo (4/1931-1/1932 e 6/1932-9/1933[2])
- Luís Teixeira de Macedo e Castro (1935-1937)[6]
- António Nunes Correia (1937-1938)[6]
- Alfredo Augusto Xavier Perestrelo da Conceição (1938-1940)[6]
- António Pedrosa Pires de Lima (1940-1944)[6]
- José Mascarenhas de Novais e Ataíde (1944-13 de agosto de 1946)[6]
- Miguel Bastos (13 de agosto de 1946[7]-?)[6]
- Jorge Carlos Girão Calheiros Botelho Moniz (1955-1957)[6]
- Manuel Filipe Pereira da Silva de Magalhães Mexia (1957-1963)[6]
- Manuel José Constantino de Góis (1963-1974)[6]
- Júlio Severino Marques dos Santos (1974-1975)[6]
- Vítor Zacarias da Piedade Sousa (1975)[6]

Legenda de cores
| #    | Presidente da Câmara Municipal (Nascimento–Morte) | Retrato | Início do mandato     | Fim do mandato        | Eleições | Partido | Partido                                                |
| ---- | ------------------------------------------------- | ------- | --------------------- | --------------------- | -------- | ------- | ------------------------------------------------------ |
|      | Ernesto Joaquim Soares Victorino                  |         | janeiro de 1977       | julho de 1977         | 1976     |         | Partido Socialista                                     |
|      | Orlando Augusto Curto (1929-2013)                 |         | julho de 1977         | 1980                  | -        |         | Partido Socialista                                     |
|      | Francisco Leonel Rodrigues Lobo (1931-2021)       |         | 1980                  | 1 de janeiro de 1986  | 1979     |         | Aliança Povo Unido (Presidente comunista)              |
| 1982 | Francisco Leonel Rodrigues Lobo (1931-2021)       |         | 1980                  | 1 de janeiro de 1986  |          |         | Aliança Povo Unido (Presidente comunista)              |
|      | Manuel da Mata de Cáceres (1940-)                 |         | 1 de janeiro de 1986  | 7 de janeiro de 2002  | 1985     |         | Partido Socialista                                     |
| 1989 | Manuel da Mata de Cáceres (1940-)                 |         | 1 de janeiro de 1986  | 7 de janeiro de 2002  |          |         | Partido Socialista                                     |
| 1993 | Manuel da Mata de Cáceres (1940-)                 |         | 1 de janeiro de 1986  | 7 de janeiro de 2002  |          |         | Partido Socialista                                     |
| 1997 | Manuel da Mata de Cáceres (1940-)                 |         | 1 de janeiro de 1986  | 7 de janeiro de 2002  |          |         | Partido Socialista                                     |
|      | Carlos Manuel Barateiro de Sousa (1951-)          |         | 7 de janeiro de 2002  | 7 de setembro de 2006 | 2001     |         | Coligação Democrática Unitária (Presidente comunista)  |
| 2005 | Carlos Manuel Barateiro de Sousa (1951-)          |         | 7 de janeiro de 2002  | 7 de setembro de 2006 |          |         | Coligação Democrática Unitária (Presidente comunista)  |
|      | Maria das Dores Marques Banheiro Meira (1956-)    |         | 7 de setembro de 2006 | 8 de outubro de 2021  | 2009     |         | Coligação Democrática Unitária (Presidente comunista)  |
| 2013 | Maria das Dores Marques Banheiro Meira (1956-)    |         | 7 de setembro de 2006 | 8 de outubro de 2021  |          |         | Coligação Democrática Unitária (Presidente comunista)  |
| 2017 | Maria das Dores Marques Banheiro Meira (1956-)    |         | 7 de setembro de 2006 | 8 de outubro de 2021  |          |         | Coligação Democrática Unitária (Presidente comunista)  |
|      | André Valente Martins (1953-)                     |         | 8 de outubro de 2021  | presente              | 2021     |         | Coligação Democrática Unitária (Presidente ecologista) |